# Tu es foutu
Tu es foutu (französisch für „Du bist am Arsch“) ist ein Lied der italienischen Sängerin In-Grid aus dem Jahr 2001. International ist das Lied auch in der englischsprachigen Version You Promised Me bekannt.

## Inhalt
In Ich-Form zählt das Lied in französischer Sprache eine lange Liste unerfüllter Versprechen des Liebhabers der Protagonistin auf, jeweils eingeleitet mit „Tu m’as promis“ (Du hast mir versprochen). Das Musikvideo zeigt, auf welche Weise sie sich dafür zu revanchieren beabsichtigt.

## Veröffentlichung und Erfolg
Tu es foutu ist die Debütsingle und zugleich die Leadsingle des Debütalbums Rendez-vous. Für Musik und Text waren Ingrid Alberini (In-Grid) und Marco Soncini verantwortlich. Soncini war darüber hinaus mit Marco Soncini für die Produktion verantwortlich. Tu es foutu avancierte in einigen Ländern zu einem Nummer-eins-Hit, unter anderem in Schweden. Auf YouTube wurde das Musikvideo im November 2009 offiziell hochgeladen und über 14 Millionen Mal abgerufen.

## Rezeption

### Charts und Chartplatzierungen
| ChartsChartplatzierungen | Höchstplatzierung | Wochen |
| ------------------------ | ----------------- | ------ |
| Deutschland (GfK)        | 9 (39 Wo.)        | 39     |
| Frankreich (SNEP)        | 47 (11 Wo.)       | 11     |
| Italien (FIMI)           | 16 (14 Wo.)       | 14     |
| Österreich (Ö3)          | 6 (28 Wo.)        | 28     |
| Schweiz (IFPI)           | 23 (33 Wo.)       | 33     |

| ChartsJahrescharts (2002) | Platzierung |
| ------------------------- | ----------- |
| Schweiz (IFPI)            | 65          |

| ChartsJahrescharts (2003) | Platzierung |
| ------------------------- | ----------- |
| Deutschland (GfK)         | 22          |
| Österreich (Ö3)           | 26          |

### Auszeichnungen für Musikverkäufe
| Land/Region         | Auszeichnungen für Musikverkäufe (Land/Region, Auszeichnung, Verkäufe) | Verkäufe |
| ------------------- | ---------------------------------------------------------------------- | -------- |
| Australien (ARIA)   | Gold                                                                   | 35.000   |
| Belgien (BRMA)      | Gold                                                                   | 15.000   |
| Griechenland (IFPI) | Gold                                                                   | 10.000   |
| Schweden (IFPI)     | Gold                                                                   | 15.000   |
| Insgesamt           | 4× Gold ·                                                              | 75.000   |